# El Chapo (série de televisão)
El Chapo é uma série de televisão estadunidense, de co-produção da Univision e Netflix, que retrata a vida do famoso narcotraficante Joaquín "El Chapo" Guzmán.. A série estreou pela Univision (canal americano voltada a cultura latina) no dia 23 de abril de 2017, antes de ser adicionada ao catálogo da Netflix (como série original) para ser distribuída globalmente.
A série narra o início da empreitada criminosa de El Chapo em 1985, quando era apenas um membro do baixo escalão do Cartel de Guadalajara até sua ascensão ao poder e seu declínio.
A série foi filmada na Colômbia por questões de segurança e pelo local ser muito parecido com o México.
Em 12 de maio de 2017, a Univision confirmou que a série seria renovada para uma segunda temporada para ser lançada em setembro de 2017.
A Netflix liberou todos os episódios da primeira temporada da produção em 16 de junho de 2017.
Apesar da data de lançamento ter sido programada para setembro, a segunda temporada da série só foi liberada em 15 de dezembro de 2017.

Em 14 de agosto de 2017, a Univision anunciou a data de estreia da segunda temporada para o dia 17 de setembro de 2017.

## Processo de El Chapo
O narcotraficante El Chapo processou a Netflix e a Univision por difamarem sua imagem na série e pela trama ter apenas fins lucrativos e não informativos sobre sua imagem, o que pode ocasionar de Guzmán ser prejudicado pelo jeito que a produção o retrata no seu processo criminal nos Estados Unidos.

## Temporadas
| Temporadas | Temporadas | Episódios | Episódios | Data de transmissão    | Data de transmissão   | Netflix                |
| Temporadas | Temporadas | Episódios | Episódios | Início                 | Final                 | Lançamento             |
| ---------- | ---------- | --------- | --------- | ---------------------- | --------------------- | ---------------------- |
|            | 1          | 9         | 9         | 23 de abril de 2017    | 21 de maio de 2017    | 16 de junho de 2017    |
|            | 2          | 12        | 12        | 17 de setembro de 2017 | 3 de dezembro de 2017 | 15 de dezembro de 2017 |
|            | 3          | 13        | 13        | 9 de julho de 2018     | 25 de julho de 2018   | 27 de julho de 2018    |

## Elenco
| Ator/Atriz             | Personagem                |
| ---------------------- | ------------------------- |
| Marco de la O          | Joaquín "El Chapo" Guzmán |
| Humberto Busto         | Don Sol                   |
| Alejandro Aguilar      | Toño                      |
| Valentina Costa        | Alejandra Guzmán          |
| Francis Rueda          | Lora                      |
| Antonio de la Vega     | Arturo Bernal Leyda       |
| Luis Rábago            | General Blanco            |
| Juliette Pardau        | Graciela                  |
| Cristina Michaus       | Dona Esperanza            |
| Luis Fernando Peña     | Armando "Rayo" López      |
| Hernan Romo            | Benjamin Avendaño         |
| Rolf Petersen          | Ramón Avendaño            |
| Paul Choza             | El Chente                 |
| Harold Torres          | El Cano                   |
| Juan Carlos Oliva      | Güero                     |
| Rodrigo Abed           | Amado                     |
| Teté Espinoza          | Chío                      |
| Diego Vásquez          | Don Ismael                |
| Jorge Hernandez        | Tenente Rosado            |
| Laura Osma             | Elba Coronado             |
| Ricardo Lorenzana      | Don Míguel Ángel          |
| Mariana Gajá           | Gerente/Licenciada        |
| Héctor Holten          | Presidente Carlos Salinas |
| Biassini Segura        | Lobito                    |
| Dolores Heredia        | Gabriela Saveedra         |
| Mauricio Mejia         | Pablo Escobar             |
| Carlos Mario Echeverry | Cardeal Posadas Ocampo    |

## Episodios

### Primeira temporada (2017)
| Nº da temporada | Nº na série | Título           | Data de lançamento  |
| --- | ----------- | ---------------- | ------------------- |
| 1 | 1           | "Capítulo 1"     | 23 de abril de 2017 |
| El Chapo deve cumprir a promessa que fez a Pablo Escobar para contrabandear cocaína pela fronteira em um curto período de tempo, ou pagar o preço. |             |                  |                     |
| 1 | 2           | "Capítulo 2"     | 23 de abril de 2017 |
| Joaquín Guzmán Loera inicia uma guerra contra o Avendaño para vingar a morte de seu compadre, El Güero. Amado, General Blanco e Don Sol decidem culpar El Chapo pelo assassinato do cardeal Posadas Ocampo. |             |                  |                     |
| 1 | 3           | "Capítulo 3"     | 30 de abril de 2017 |
| Ramón vai fazer de tudo para se vingar de El Chapo. Don Sol encontra-se com Gabriela para interrogá-la sobre os segredos do Coronel Blanco. |             |                  |                     |
| 1 | 4           | "Capítulo 4"     | 7 de maio de 2017   |
| El Chapo propõe a Herrerías que lhe dê parte de sua mercadoria em El Salvador, e que tornem-se sócios. El Chapo é chamado para conversar com Herrerías, porém Guzman cai em uma armadilha feita pela polícia. |             |                  |                     |
| 1 | 56          | "Capítulo 5 e 6" | 14 de maio de 2017  |
| El Chapo é levado ao México pelas forças armadas. Conrado Sol tem a tarefa de realizar uma conferência de imprensa onde ele apresenta El Chapo como o traficante de drogas mais importante do México. Gabriela é assassinada por ter tido cópias do arquivo de jornal inédito do coronel Blanco que o envolve. El Chapo começa seus dias na prisão e isso o coloca pensando em como escapar. |             |                  |                     |
| 1 | 7           | "Capítulo 7"     | 21 de maio de 2017  |
| El Chapo passou quatro meses isolado na solitária sob ordens de La Licenciada. Depois de um longo tempo no isolamento, El Chapo volta para sua cela, onde ele acredita que pode descansar depois de tantas humilhações. |             |                  |                     |

### Segunda temporada (2017)
| Nº da temporada | Nº na série | Título        | Data de lançamento     |
| --- | ----------- | ------------- | ---------------------- |
| 2 | 8           | "Capítulo 1"  | 17 de setembro de 2017 |
| El Chapo é, mais uma vez, a notícia do momento ao redor do mundo. Ele propõe aos seus novos aliados que trabalhem juntos para se livrar do cartel dos Avedaño.                                                                                 |             |               |                        |
| 2 | 9           | "Capítulo 2"  | 24 de setembro de 2017 |
| El Chapo pede ajuda a Chito para que ele possa fugir da prisão, em troca de integrá-lo em sua equipe. Conrado está à procura de Mirta para oferecer seus serviços contra o narcotráfico e, assim, retornar ao governo.                         |             |               |                        |
| 2 | 10          | "Capítulo 3"  | 1 de outubro de 2017   |
| El Chapo prepara a queda dos Avendaño e mantém Don Sol informado de todos os seus planos. Don Sol adverte o presidente para ganhar sua confiança, e ser nomeado como diretor operacional da polícia federal.                                   |             |               |                        |
| 2 | 11          | "Capítulo 4"  | 8 de outubro de 2017   |
| Chapo realiza um ataque letal contra o Cartel do Golfo. El Cano e seus cúmplices criam uma nova gangue de mercenários. |             |               |                        |
| 2 | 12          | "Capítulo 5"  | 15 de outubro de 2017  |
| El Chapo é pressionado pelo governo para evitar uma nova guerra. El Chapo fala com Chente e propõe deixar as rivalidades pessoais de lado para manter a estabilidade nos negócios.                                                             |             |               |                        |
| 2 | 13          | "Capítulo 6"  | 22 de outubro de 2017  |
| Antes de um novo ano eleitoral, Don Sol procura um jeito de permanecer no próximo governo. "El Chapo" encontra Elba Coronado, uma adolescente de 17 anos que está desesperadamente apaixonada por ele.                                         |             |               |                        |
| 2 | 14          | "Capítulo 7"  | 29 de outubro de 2017  |
| El Chapo acredita que tem tudo para se tornar o rei do narcotráfico e, portanto, planeja tomar uma atitude mais ousada. El Chapo decide ir para cima de Chente e El Cano, para dominar Juarez e Nuevo Laredo.                                  |             |               |                        |
| 2 | 15          | "Capítulo 8"  | 5 de novembro de 2017  |
| Evelina, uma humilde camponesa, decide ir a Culiacán para procurar sua filha que foi sequestrada pelo cartel de Sinaloa. Omar, uma adolescente de Nuevo Laredo, é sequestrado, drogado e forçado a matar por 'Los Emes'.                       |             |               |                        |
| 2 | 16          | "Capítulo 9"  | 12 de novembro de 2017 |
| Arturo Bernal Leyda, um dos principais parceiros de El Chapo em 'La Federación', assume o risco de liderar as negociações com seus inimigos mais perigosos. El Chapo negocia com Don Sol para deixar seu filho livre.                          |             |               |                        |
| 2 | 17          | "Capítulo 10" | 19 de novembro de 2017 |
| Numa trágica sequência de acontecimentos, os próprios sicarios de Sinaloa confundem a presença de Arturo Meza e do filho de El Chapo, com Arturo Bernal.                                                                                       |             |               |                        |
| 2 | 18          | "Capítulo 11" | 3 de dezembro de 2017  |
| Depois de reconhecer o corpo de seu filho, El Chapo se refugia no rancho de sua mãe, para enfrentar o sofrimento. Na cidade, os inimigos de El Chapo não dão trégua e continuam a guerra. Don Sol exige a presença de El Chapo na batalha.     |             |               |                        |
| 2 | 19          | "Capítulo 12" | 3 de dezembro de 2017  |
| El Chapo se recupera da depressão, ao contrário do que seus inimigos esperavam, a dor da morte de seu filho não o afundou, pelo contrário, alimentou ainda mais sua ambição. Joaquín confirma que ele está de volta e mais forte do que nunca. |             |               |                        |